# Les Rescapés du cœur
 (août 2017).
Si vous disposez d'ouvrages ou d'articles de référence ou si vous connaissez des sites web de qualité traitant du thème abordé ici, merci de compléter l'article en donnant les références utiles à sa vérifiabilité et en les liant à la section « Notes et références ».
Les Rescapés du cœur (The Rescue) est un roman américain de Nicholas Sparks publié en 2000.

## Résumé
En 1999 en Caroline, Denise, 29 ans, célibataire, a un accident.
Quand elle se réveille, son fils Kyle, 4 ans, qui a de graves retards du langage, a disparu. Des secouristes arrivent et le cherchent. Taylor le trouve et le ramène à Denise. Ils se revoient et il s'attache à Kyle qui l'appelle même papa. Ils finissent par coucher ensemble. Il manque une promesse faite à Kyle et elle rompt. Il sauve des gens d'un incendie mais ne peut sauver son copain Mitch. Il  va voir Denise et lui parle enfin de son père mort à ses 9 ans en le sauvant.
Il se réoccupe de Kyle qui dit enfin à Denise qu'il l'aime et merci pour le retour de Taylor. Ils se marient et ont Mitch.